# メトラ
メトラ（Metra）は、アメリカ合衆国のイリノイ州シカゴおよびその近郊に路線を持つ通勤鉄道。北東イリノイ地域鉄道公社（Northeast Illinois Regional Commuter Railroad Corporation）が運営している。

## 概要
イリノイ州の公共交通を管轄する機関RTA（Regional Transportation Authority、地域交通局）の中の通勤鉄道部門を担う会社で、同州の6つの郡内に11の路線と240個の駅を有している。
モータリゼーションの進んだアメリカの中でも有数の利用客のある通勤鉄道である。特に平日の旅客数では1日当たり平均30万人以上を輸送している。休日の平均は平均10万人弱と少ないが、それでも年間の輸送量は8,100万人を記録した（いずれも2010年の数値）。

## 歴史
1960年代中盤から後半にかけて、シカゴの通勤鉄道事業は衰退を始めた。1970年代中頃には、鉄道事業者は経営の継続に最低限必要な収入を辛うじて得られているのみであり、また1920年代以来使用されていた旧式車輛を更新する必要が生じていたことも相まって、事業の先行きは暗いものであった。
そのため、シカゴ市は1974年にRTA(Regional Transportation Authority、地域交通局)を設置し、公共輸送を担当させることとした。当初は中古車輛のみであったが、1976年より新型の機関車が導入され始めた。
1984年にRTAの鉄道事業はメトラに再編され、全ての通勤鉄道事業が引き継がれた。RTAは現在、シカゴの公共交通機関であるメトラ・CTAおよびPaceバスの財務支援及び運営監視を行っている。

## 路線

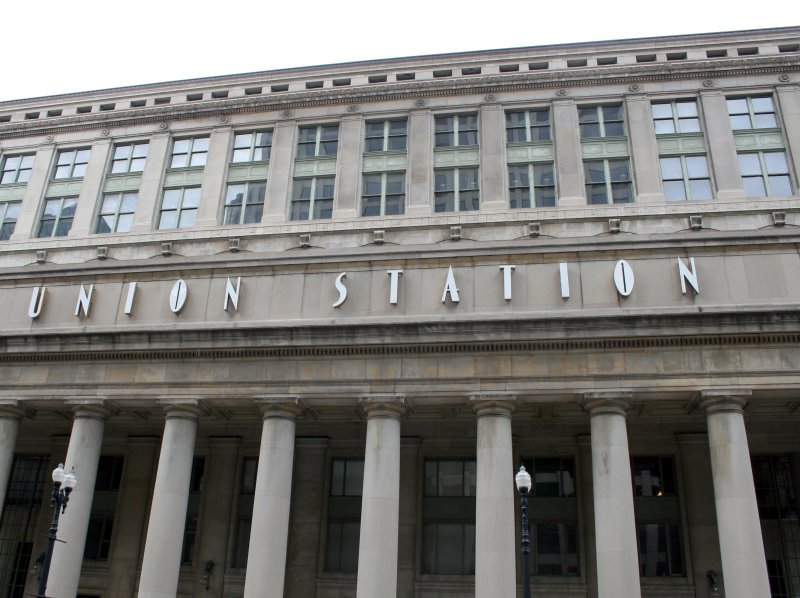
シカゴ・ユニオン駅

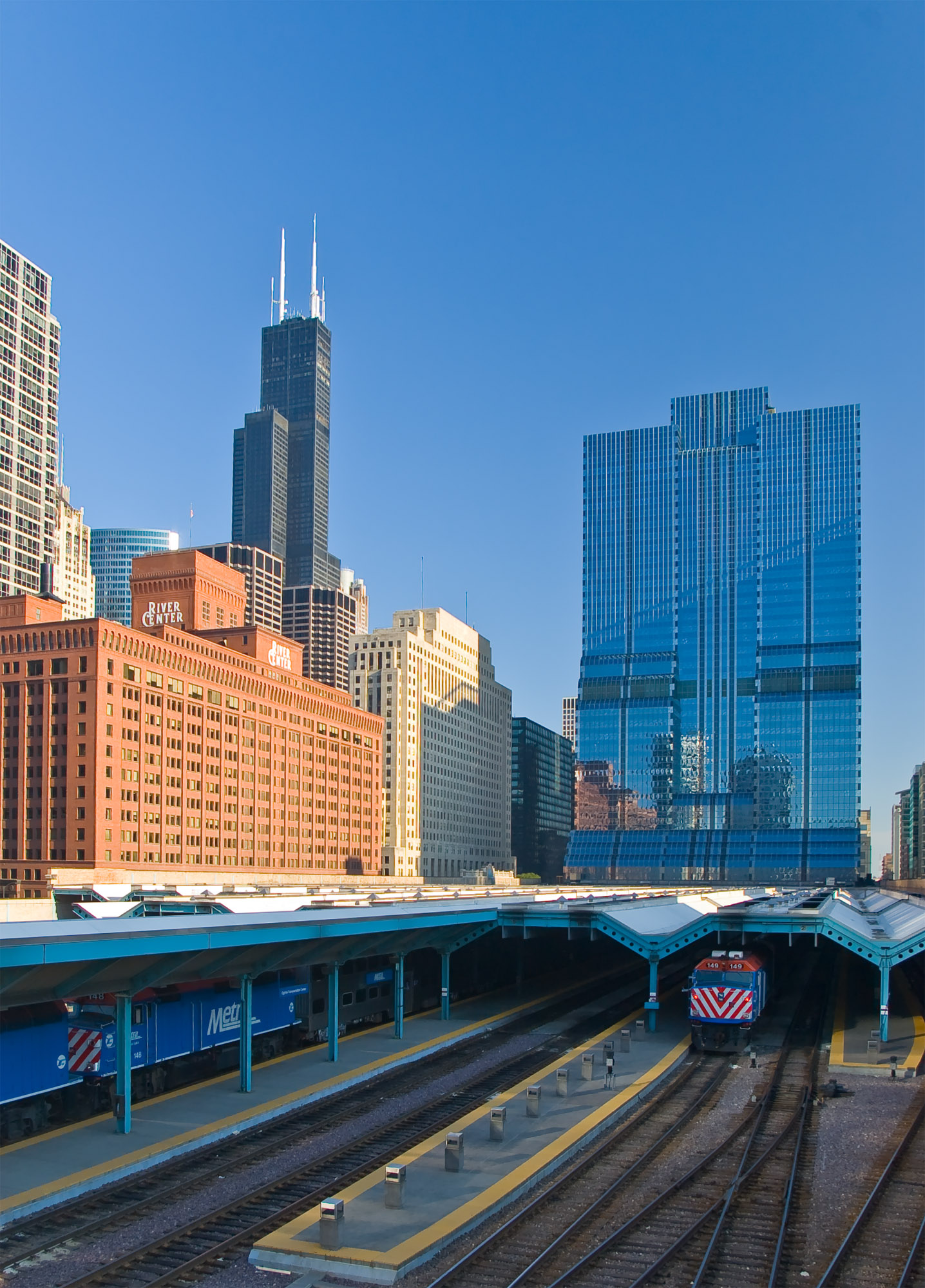
オギルビー・トランスポーテーションセンター

全11路線があり、シカゴのダウンタウンにある4つのターミナル駅とイリノイ州郊外とを結んでいる。BNSF線はBNSF鉄道へ委託、オギルビーを発着する3路線はユニオン・パシフィック鉄道へ委託されている。

### ターミナル駅
ユニオン駅
メトラの6路線のターミナル駅であるほか、アムトラックのシカゴ路線のターミナルでもある。シカゴ最大の鉄道駅。
オギルビー・トランスポーテーション・センター
ユニオン駅から北へ2ブロック・西へ1ブロックのシティグループセンタービル内2階に所在。OTCとも略される。旧称ノースウエスタン駅。
ミレニアム駅
電化された1路線が発着。サウスショアー線のターミナルでもある。旧称ランドルフ・ストリート駅。
ラサール・ストリート駅
1路線が発着する。

### 路線一覧
■ MD-N線
(Milwaukee District North Line、ミルウォーキー地域北線)
ユニオン駅から北方面、フォックスレイク行。
■ MD-W線
(Milwaukee District West Line、ミルウォーキー地域西線)
ユニオン駅から西方面、エルジン経由ビッグ・ティンバー・ロード行。
■ NCS線
(North Central Service、北中部線)
ユニオン駅から北方面、アンティオーク行。途中のフランクリン・パークまでミルウォーキー西線と同路線を走る。平日のみ。
■ BNSF線
(BNSF Railway Line、BNSF鉄道線)
ユニオン駅から西方面、オーロラ行。メトラで最も利用客数の多い路線。ブルックフィールド動物園最寄りのハリウッド駅を通る。
■ HC線
(Heritage Corridor、遺産回廊線)
ユニオン駅から南西方面、ジョリエット行。平日のみ。
■ SWS線
(SouthWest Service、南西線)
ユニオン駅から南西方面、マンハッタン行。平日・土曜のみ。
■ UP-N線
(Union Pacific District North Line、ユニオン・パシフィック北線)
オギルビーから北方面、ウィスコンシン州ケノーシャ駅行。エバンストン駅を通るほか、ラビニア音楽祭の会場と接続するラヴィニア・パーク駅がある。
■ UP-NW線
(Union Pacific District Northwest Line、ユニオン・パシフィック北西線)
オギルビーから北西方面、ハーバード駅行と、マクヘンリー駅行。
■ UP-W線
(Union Pacific West Line、ユニオン・パシフィック西線)
オギルビーから西方面、エルバーン駅行。
■ ME線
(Metra Electric District Line、メトラ電車線)
ミレニアム駅から南方面へのユニバーシティパーク行の他、ブルーアイランド行、93番通り行の全3路線に分岐する。メトラで最も便数の多い路線。
■ RI線
(Rock Island District、ロックアイランド線)
ラサール・ストリート駅から南西方面、ジョリエット行。遺産回廊線と終点は同じだが、より南側のルートを走る。

## 駅
多くの駅が地上駅で低床ホームである。上下の渡り階段は設置されていない。

## 車両

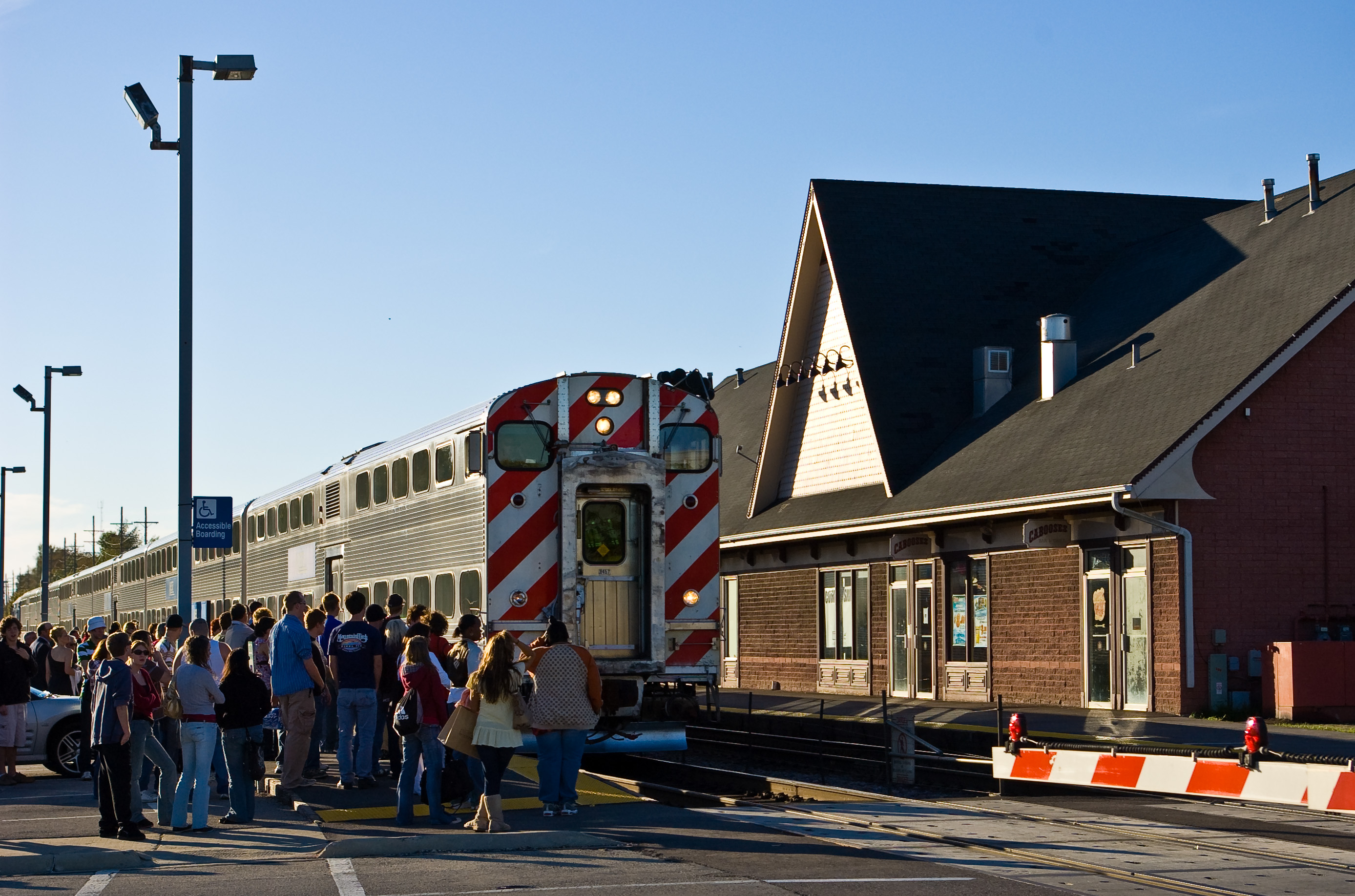
プッシュプル運転中のメトラ列車

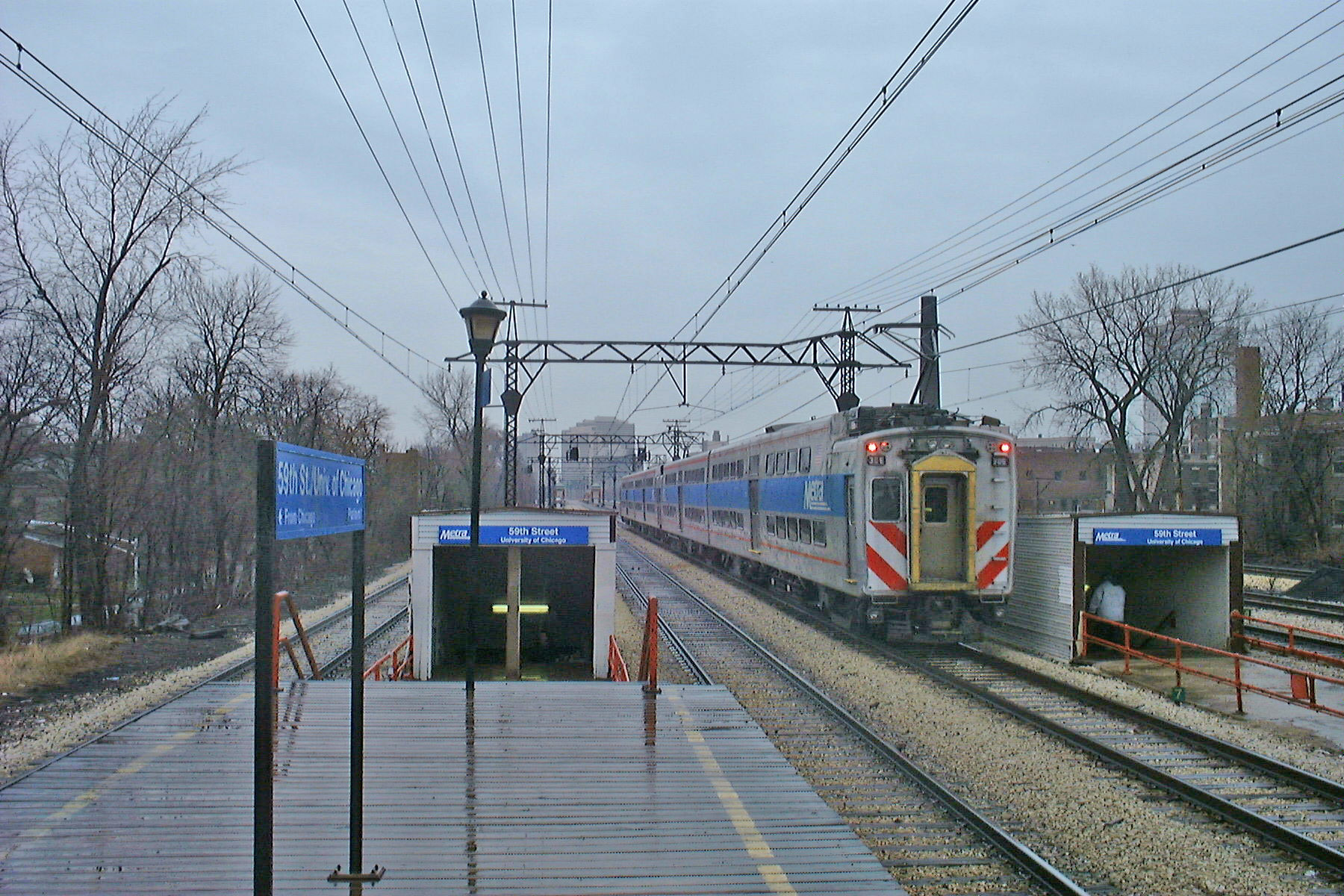
メトラ電車線で使われるハイライナー電車

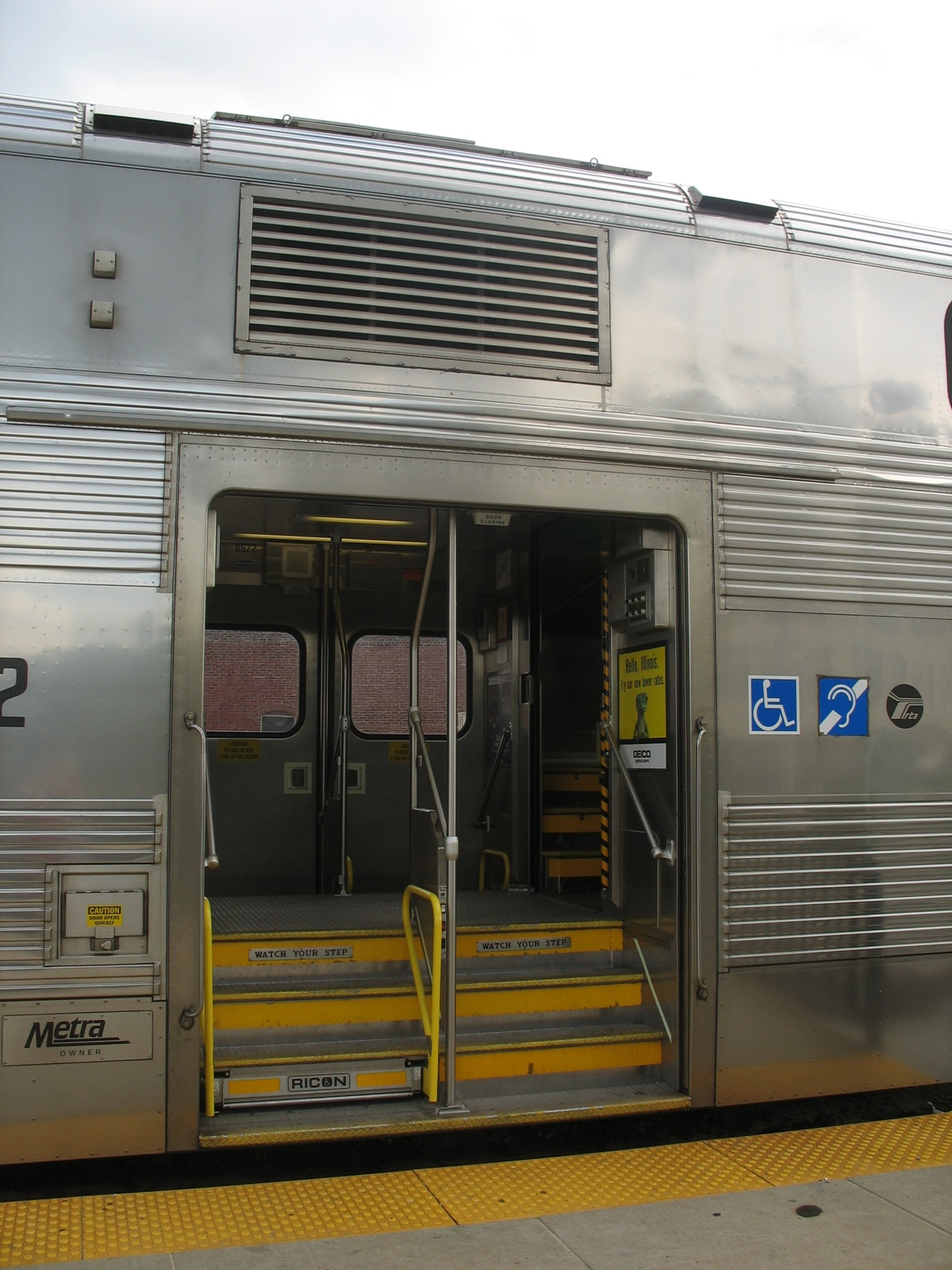
メトラの乗降口 (bilevel rail car).

ディーゼル機関車と客車の組み合わせが多いが、一部の路線は電化されており電車が走る（ハイライナーを参照のこと）。現行のものは客車、電車ともに2階建て車両のもので、低床ホームに発着することなどから非常に大きく感じる。
電車・客車ともに日本車輌製造製の新車が多く導入され旧型を置き換えているが、メトラ移管以前からのシカゴ・アンド・ノース・ウェスタン鉄道由来の客車も塗装変更の上で継続して使用されている。メトラ電車線（ME線）のハイライナー電車については、2016年2月12日までに2005年以降に製造された新型車への全面置き換えが完了した。
特に客車は低床ホームの区間で運用されることが多く、出入り口には段差が生じているが、車両側に昇降機がつけられているために見た目以上に楽に乗り降りが出来る。
電車・客車ともに「ギャラリーカー」と呼ばれる中央部が吹き抜けとなっている構造で、1階部分を巡回する車掌が2階席に着席している乗客の乗車券も検札できるようになっている。
電車は両端に運転席を持つ一般的な構造であるが、客車についても運転席を備えた車輌が存在し、プッシュプル運転により機回しを省略することで迅速な折り返し運転を可能としている。これは米国の他都市の通勤鉄道でも広く見られるものだが、そもそもはメトラの前身であるシカゴ・ノースウェスタン鉄道から広まったものである。
客車はメトラ転換前より転換クロスシートを装備しておりハイライナー電車についても日本車輌製造製の新型で転換クロスシートが採用されたが、旅客の嗜好の変化により、2016年より着席時の快適性を高めた固定座席への更新がハイライナー電車を除く全ての客車を対象に始まった。
メトラは、老朽化したギャラリーカー（Gallery-style car）と呼ばれる２階建通勤車両の置換えるため、新型車両を最大で500両導入する予定である。この新型車両は2021年3月にアルストムに発注されたもので、同社の２階建て車両ブランド「コラディア・デュプレックス（Coradia Duplex）」を北米仕様に対応させたものが導入される。
今回のアルストムとの契約は、初期確定分200両が8億4,500万ドル（約970億円）、オプション契約分300両が9億5,500万ドル（約1,100億円）となり、2024年から運行開始される予定である。

メトラを運行する北東イリノイ地域交通局は2024年2月21日、ラサール・ストリート（LaSalle Street）駅からブルーアイランド（Blue Island）駅までの約16.4マイル（約26.3km）を結ぶロックアイランド線（Rock Island Line）線ビバリー支線（Beverly Branch）に、スイスの車両メーカー「シュタッドラー（Stadler Rail）」が製造する蓄電池電車「FLIRT AKKU」を導入すると発表した。
基本契約分の８編成（２両編成８本）を2027年以降に導入するほか、オプション契約として追加で８編成（２両編成８本）および３両または４両編成化のための増結車32両の導入も検討されている。

### 保安設備

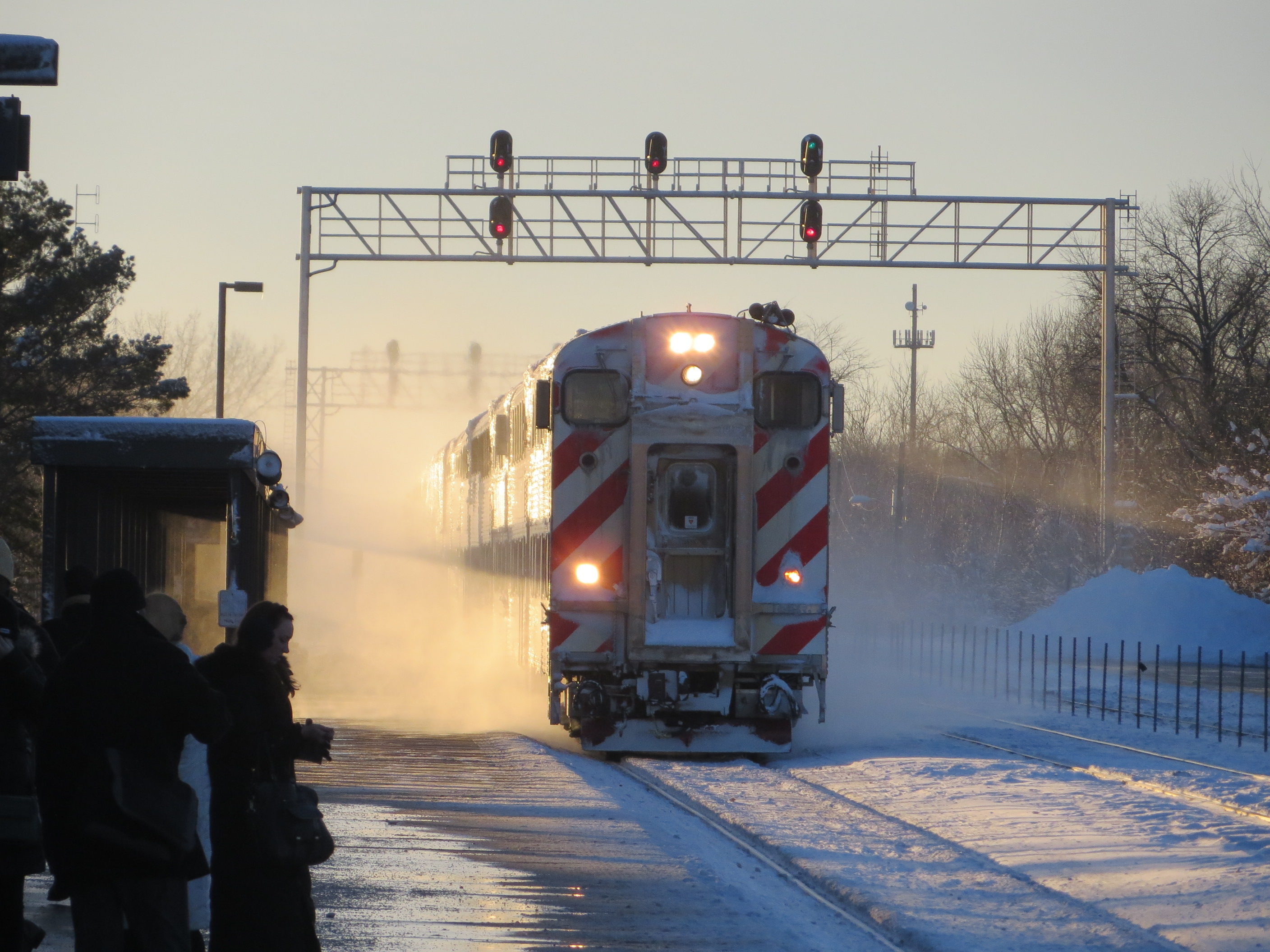
前照灯（車体中央上部）、マーズライト（前照灯の下）、ディッチライトを点灯・点滅させながらネイパービル駅に進入してくる列車

- 運転席がある車両の前照灯には、3つの動作をする照明が備わっている。

1. 通常の前照灯
2. 上部に1つの前照灯があり、回転灯になっている（マーズライト）
3. 下部に2つの前照灯があり、交互に点滅する（ディッチライト（英語版））

このような動作をすることで昼間時でも目立たせるようにし、事故防止に一役買っている。

## 料金体系

### 運賃

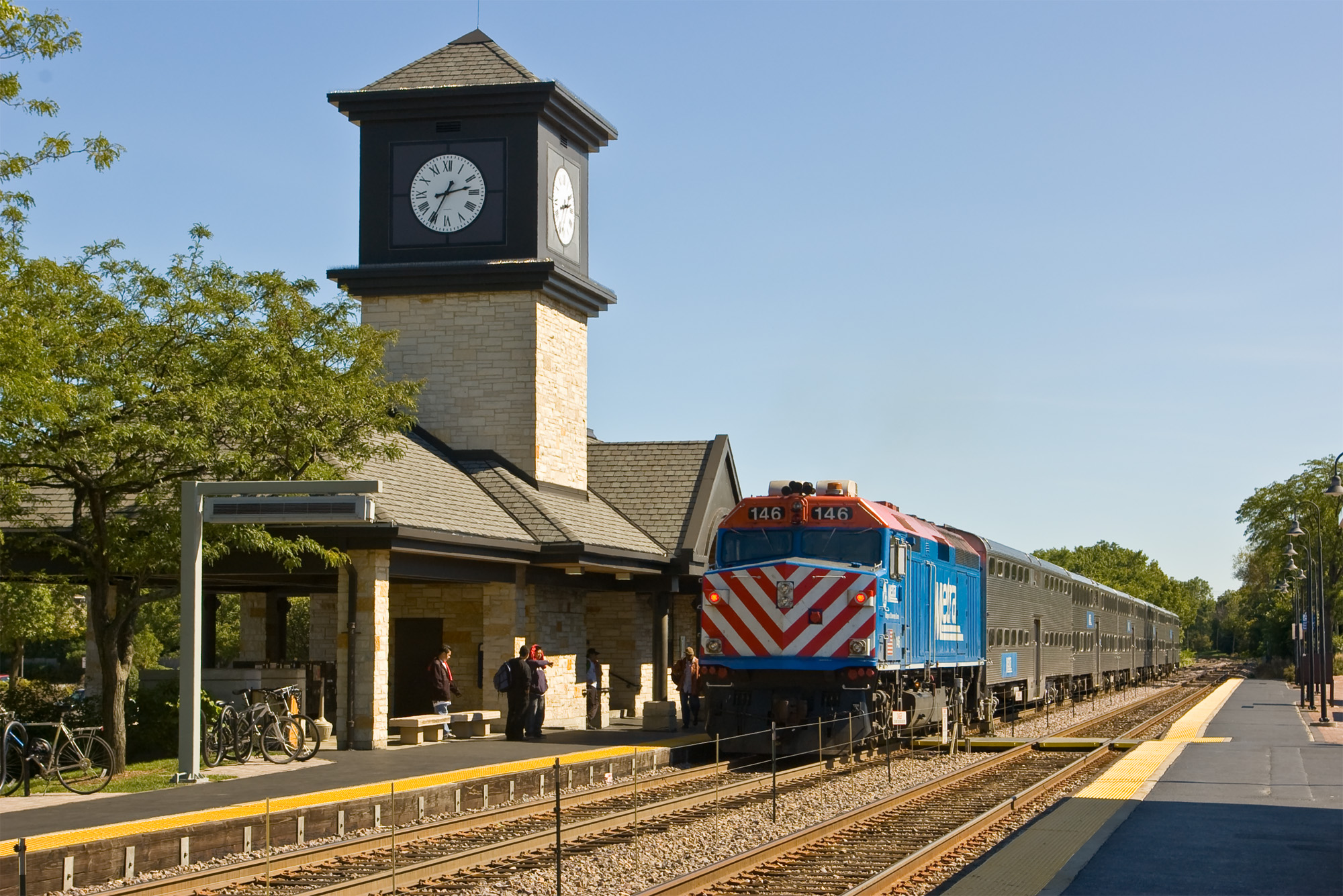
UP-N線 Highland Park駅

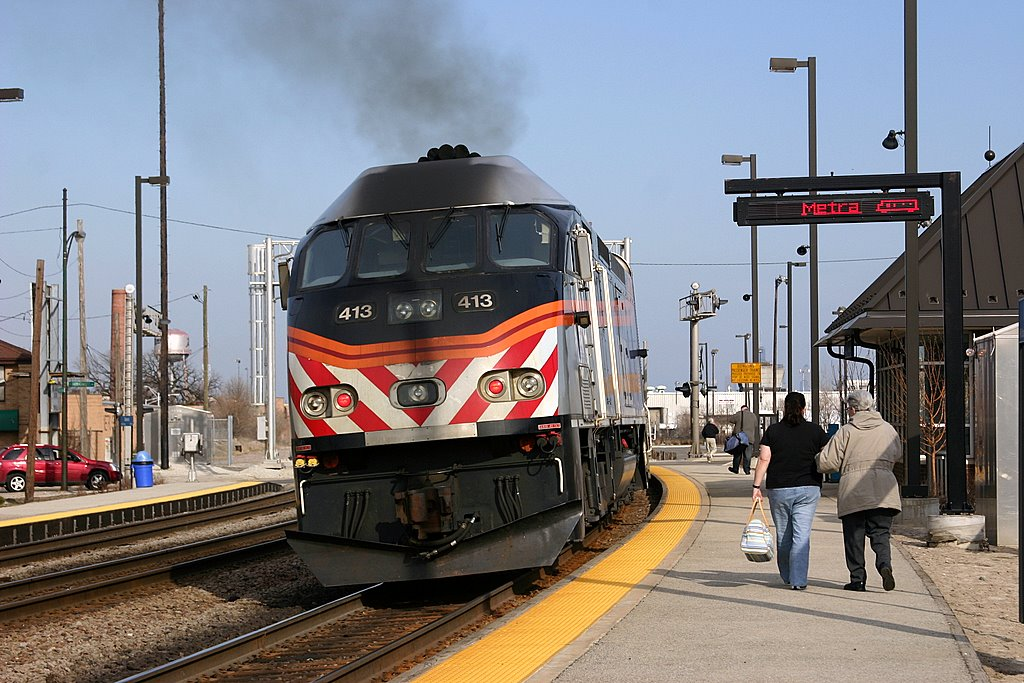
MD-W線 Galewood駅

ゾーン別料金を採用。ダウンタウンから近い順にAからMまでのゾーンが設定されており、乗降区間の距離に応じて料金が変動する。 
| 名称                                             | A      | B    | C    | D    | E    | F    | G    | H    | I    | J    | K    | M       |
| ------------------------------------------------ | ------ | ---- | ---- | ---- | ---- | ---- | ---- | ---- | ---- | ---- | ---- | ------- |
| 片道切符 (One-way)                               | $2.15  | 3.00 | 4.25 | 4.75 | 5.25 | 5.75 | 6.25 | 6.75 | 7.25 | 7.75 | 8.25 | $9.25   |
| 10回回数券 (10-Ride Tickets)                     | $24.75 |      |      |      |      |      |      |      |      |      |      | $83.25  |
| 1か月乗り放題券 (Monthly Unlimited Ride Tickets) | $78.25 |      |      |      |      |      |      |      |      |      |      | $263.50 |

### 切符
なお、往復券はないが、以下のような割安なパスが販売されている。
- 10回回数券 (10-Ride Tickets) - 15%割引、1年間有効。複数の乗客がシェアして使用できる。
- 1か月乗り放題券 (Monthly Unlimited Ride Tickets)
- 土日連続乗り放題[10]のウィークエンドパス ( $8 Weekend Pass )  = 1枚8ドル。サウスショアー ( South Shore ) 線は対象外。

切符は駅窓口や自動券売機で購入できる。なお、車内で車掌から購入することもできるが、窓口(営業時間内)か券売機のある駅から乗車して車内で購入する場合は2ドルの手数料が追加される。
切符の購入は現在は基本的に現金(または一部の駅でパーソナルチェック)のみだが、クレジットカードの使用が、2009年秋にオンライン販売で、また2010年2月に各駅で、それぞれ可能になる予定である。
駅に改札は設置されていないので、乗車後に座席のクリップに切符を挟んで車掌の検札を受ける。

## その他
- メトラはほぼ時刻表通りに運行され、事故などがない限り大きく遅延することはまれである。2007年における非遅延率は95.7％である。
- 検札のために車掌が各駅ごとに車内を巡回するため、車内は安全である。
- 時刻表は駅や車内などで入手可能。本数が多いわけではないので、発着時刻等の情報は事前に確認しておくことが望ましい。
- 郊外駅ではPaceバスの路線と連絡することが多いが、Paceバスはあまり頻繁に発着するわけではないので、利用を予定する場合にはやはり事前にルート・時刻表を確認しておくことが望ましい。